# مارك والاس (سياسي)
مارك والاس (بالإنجليزية: Markey Wallace)‏ هو سياسي نيوزلندي، ولد في 1893، وتوفي في 1984.